# Seredejskij
Seredejskij (in russo Середейский?) è un insediamento di tipo urbano della Russia europea situato nel distretto Suchiničskij dell'oblast' di Kaluga.
Si trova 90 km a sud-ovest di Kaluga.